# Playa de la Rada
La Playa de la Rada es una playa de Estepona, en la Costa del Sol de la provincia de Málaga, Andalucía, España. Se trata de una playa urbana de arena oscura situada en el centro del municipio. Es la playa más famosa de la localidad, y también la más visitada por los turistas. Se sitúa entre el puerto de Estepona, que la separa de la playa del Cristo, y la playa de Punta Plata.Tiene una longitud aproximada de 2500 kilómetros.